# 王彭 (南朝)
王彭，盱眙直渎（今江苏省盱眙县南）人，南北朝刘宋人物。
王彭年轻时母亲去世。宋文帝元嘉初年，父亲又去世，家贫力弱，没有办法营葬，兄弟二人，白天为人佣工，夜间则号哭哀伤。乡里可怜他们，各出人夫帮他们作墓砖。砖需要水但当时天旱，穿井数十丈，泉水不出；墓地距离淮河五里，挑水来非常累。王彭向天空哭诉好几天。一天早上大雾，雾停了，砖灶前生出泉水，帮助他们的乡邻都感叹神异，县里远近的人都来看。葬事完毕，水便枯竭。元嘉九年（432年），盱眙太守刘伯龙依事上奏，刘宋朝廷改其里为通灵里，蠲免租布三代。